# Queiroz
Queiroz là một đô thị ở bang São Paulo của Brasil. Đô thị này nằm ở vĩ độ 21º47'56" độ vĩ nam và kinh độ 50º14'25" độ vĩ tây, trên khu vực có độ cao 431 m. Dân số năm 2004 ước tính là 2 292 người. Đô thị này có diện tích 235,496 km².

## Thông tin nhân khẩu
Dữ liệu dân số theo điều tra dân số năm 2000
Tổng dân số: 2.171
- Urbana: 1.659
- Rural: 512
- Homens: 1.115
- Mulheres: 1.056

Mật độ dân số (người/km²): 9,17
Tỷ lệ tử vong trẻ sơ sinh dưới 1 tuổi (trên một triệu người): 16,52
Tuổi thọ bình quân (tuổi): 70,87
Tỷ lệ sinh (số trẻ trên mỗi bà mẹ): 2,23
Tỷ lệ biết đọc biết viết: 80,90%
Chỉ số phát triển con người (HDI-M): 0,730
- Chỉ số phát triển con người - Thu nhập: 0,631
- Chỉ số phát triển con người - Tuổi thọ: 0,765
- Chỉ số phát triển con người - Giáo dục: 0,795

(Nguồn: IPEADATA)

### Sông ngòi
- Sông Aguapeí
- Sông Tibiriçá
- Ribeirão Caigang